# Цирин, Антон Владимирович
Анто́н Влади́мирович Ци́рин (род. 10 августа 1987, Ташкент) — казахстанский футболист, вратарь. Сын Владимира Цирина, также вратаря.

## Карьера

### Клубная
Воспитанник павлодарского футбола. Первые тренеры — С. Абдуалиев, Е. Белов, В. Ярышев, Е. Чевелев.
С 2006 года являлся резервным вратарём казахстанского клуба «Иртыш», был игроком дубля. Первую и единственную в сезоне игру за основу сыграл в 2008 году, когда «Иртыш» взял бронзу чемпионата Казахстана. Но долго оставался в тени вратаря сборной Давида Лория, выступив в 2009 году только в двух играх и не сыграв в новом «бронзовом» сезоне 2010 ни одного матча. Но в 2011 году после травмы Лория Цирин получил место в основном составе команды, отыграл 22 матча и принял участие в играх Лиги Европы УЕФА и даже сыграл матч за сборную Казахстана.
Но Лория вернулся в строй и в январе 2012 года в поисках игровой практики Цирин на правах аренды перешёл в уральский «Акжайык».
В январе 2013 года подписал контракт с талдыкорганским «Жетысу», куда перешёл вслед за главным тренером уральцев литовцем Саулюсом Ширмялисом.
Сезон 2014 провёл уже в «Атырау», но сыграл в составе подопечных Владимира Никитенко лишь 3 матча, при этом пропустив 5 мячей. И в ноябре вернулся в родной «Иртыш».
Но был отдан в аренду на 2015 год в «Окжетпес». В сезоне 2016 вернулся в свой клуб и сыграл 8 игр, снова завоевав с командой бронзовые медали.
В 2017 году перешёл свободным агентом в кызылординский «Кайсар», но в команде не прижился, сыграл пару игр в молодёжном составе «Кайсар М» и вскоре снова вернулся в Павлодар, но на поле не выходил.
В январе 2018 года подписал контракт с петропавловским «Кызыл-Жар СК», но команда вылетела в первую лигу.
И в январе 2019 состоялось третье пришествие Цирина в «Иртыш». Но после скандального ухода главного тренера Димитрова «Иртыш» покинуло полкоманды его сторонников, в том числе в июле и Цирин.

### В сборной
10 августа 2011 года, в день своего 24-летия, дебютировал за национальную сборную Казахстана в товарищеской встрече против команды Сирии. Чешский тренер Мирослав Беранек выпустил Цирина на поле во втором тайме при счёте 0:0. Игра проходила в Астане и завершилась вничью 1:1. Вторую товарищескую игру за сборную провёл против сборной Кыргызстана 1 июня 2012 года в Алматы. Игра закончилась победой со счётом 5:2, Цирин вновь выйдя во втором тайме, удержал ворота сухими.

### Тренерская
В 2022-2023 гг. – тренер по работе с вратарями в школе «Царское Село», а с октября 2023-го – в СШ «Ленинградец». Летом 2025 года стал тренером вратарей клуба «Ленинградец».

## Достижения
«Иртыш»
- Бронзовый призёр чемпионата Казахстана (3): 2008, 2010, 2016